# Rakousko-lichtenštejnská státní hranice

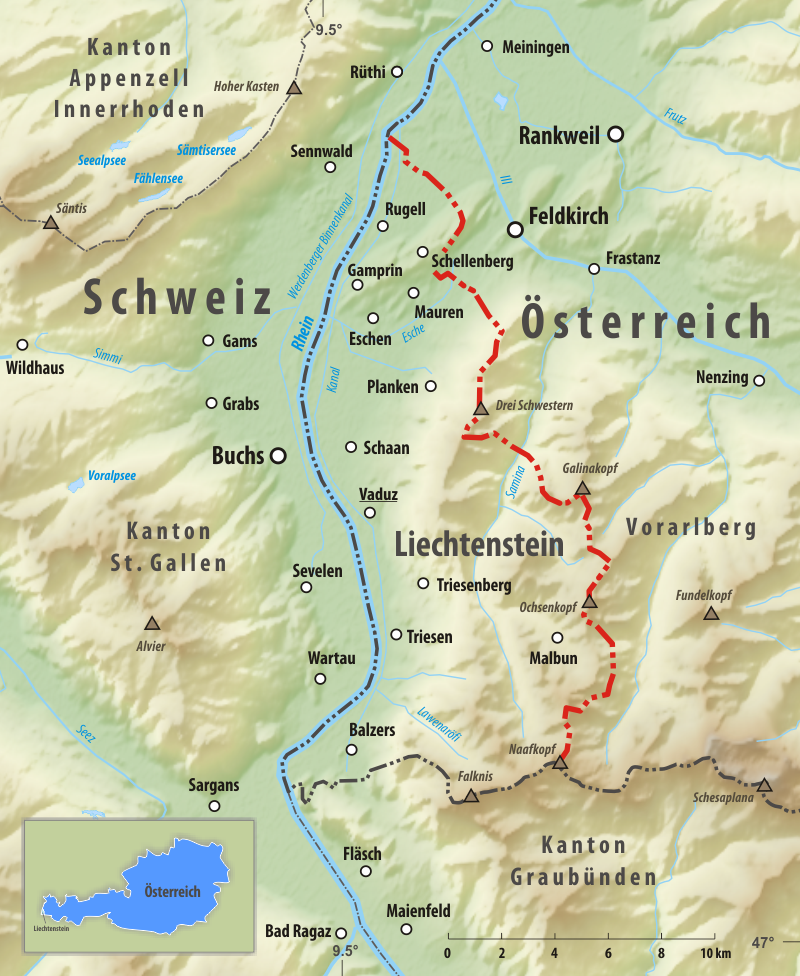
Hraniční čára je vyznačena červeně.

Hranice mezi Rakouskem a Lichtenštejnskem je státní hranice vymezující vnitrozemské státy Rakousko a Lichtenštejnské knížectví. Celková délka je 35 km.

## Dějiny
Hranice je poměrně stará. Doba jejího vzniku se datuje do doby, kdy byly v roce 1434 znovu sjednoceny kraje Vaduz a Schellenberg a mezinárodní se stala v roce 1806, kdy se Lichtenštejnsko stalo suverénním státem.

## Charakteristika
Hranice prochází nejzápadnější částí Rakouska a na východní straně Lichtenštejnska.
Začíná na lichtenštejnsko-rakousko-švýcarském trojmezí na severu Lichtenštejnska a pokračuje na jih podél toku Rýna, dokud nedosáhne vrcholu Naafkopf (2571 m n. m.), kde se spojuje s druhým trojmezím opět mezi Rakouskem, Lichtenštejnskem a Švýcarskem.

## Alpské úseky hranice
Hranice prochází podél alpského masivu. Od západu na východ jsou následující alpské úseky a podsekce:
- Západní Rhétské Alpy
  - pohoří Rätikon

## Související záznamy
- Lichtenštejnsko-švýcarská státní hranice